# Hadrián v Sýrii (Mysliveček)
Hadrián v Sýrii (v italském originále Adriano in Siria) je italská opera ve třech dějstvích českého skladatele Josefa Myslivečka. Byla složena na libreto italského básníka Pietra Metastasia, které bylo poprvé provedeno roku 1732 s hudbou Antonia Caldary. Při zpracování této látky Mysliveček libreto patrně zkrátil a upravil podle stávajícího vkusu, tyto úpravy však nelze spolehlivě identifikovat. Tato opera (a všechny ostatní Myslivečkovy opery) náleží k žánru vážné opery nazývanému v italštině opera seria.

## Vznik a historie díla
Opera Hadrián v Sýrii byla poprvé provedena v divadle Teatro del Cocomero (Teatro di Via del Cocomero) ve Florencii dne 8. září 1776 jakožto poslední hudebně dramatické dílo, které Mysliveček zkomponoval pro hudební veřejnost tohoto města. Kurfiřtský dvůr v Mnichově měl v úmyslu angažovat Myslivečka ke složení opery pro karnevalovou sezónu 1776, ale ten nemohl odcestovat pro těžkou chorobu. Zdržel se tedy ve Florencii o rok déle, tuto dobu však plně využil. Účastnil se premiéry svého nového oratoria Isacco figura del Redentore v průběhu letničních svátků roku 1776 i premiéry opery Hadrián v Sýrii na podzim. Rovněž navázal kontakt s florentským hudebním vydavatelem Ranierim del Vivo, který vydal řadu jeho orchestrálních děl, včetně sbírky Myslivečkových symfonií která byla první antologií symfonií kdy vydanou v Itálii. Opera byla velmi úspěšná, zejména hudba napsaná pro tenoristu Giovanniho Ansaniho, a byla záhy uvedena též v Perugii pro karnevalovou sezónu roku 1777 a pak v Pavii na létě téhož roku (premiéra 1. července 1777). Myslivečkův přítel a blízký profesní spolupracovník, známý kastrát Tommaso Guarducci, zpíval roli Farnaspa ve Florencii i následně v Perugii.

## Osoby a první obsazení
| Osoba                                                                                              | Hlasový obor     | Premiéra (8. září 1776) |
| -------------------------------------------------------------------------------------------------- | ---------------- | ----------------------- |
| Hadrián (Adriano), římský císař, zamilovaný do Emireny                                             | soprán (kastrát) | Michele Neri            |
| Osroés (Osroa), parthský král, otec Emireny                                                        | tenor            | Giovanni Ansani         |
| Emirena, vězeňkyně Hadriána, zamilovaná do Farnaspa                                                | soprán           | Clementina Chiavacci    |
| Sabina, zamilovaná do Hadriána a zasnoubená s ním                                                  | soprán           | Lucia Alberoni          |
| Farnaspés (Farnaspe), parthský kníže, přítel a vazal Osroa, zamilovaný do Emireny a její snoubenec | soprán (kastrát) | Tommaso Guarducci       |
| Aquilius (Aquilio), tribun, důvěrník Hadriána, tajně zamilovaný do Sabiny                          | bas              | Francesco Papi          |

## Děj opery
Římský vojevůdce Hadrián porazil vojska Parthské říše vedená králem Osroem. Při té příležitosti zajal Osroovu dceru Emirenu a zamiloval se do ní, přestože Emirena je zasnoubená s knížetem Farnaspem, vazalem parthského krále, a on sám má v Římě snoubenku Sabinu. Římské vojsko provolalo vítězného vojevůdce císařem. K oslavě svého nastolení, jež se koná v Antiochii, přizval Hadrián též poražené vládce včetně Osroa a Emireny v naději na dojednání trvalého míru.

### 1. dějství
Hadrián je oslavován jako vítěz a nový římský císař. Nabízí poraženým vládcům přátelství a ochranu Římské říše, což však král Osroés - zatvrzelý nepřítel Římanů - vykládá jako podřízenost a odmítá. On, ale zejména princ Farnaspés žádají na potvrzení císařových úmyslů navrácení Emireny. Hadriánovi je to proti mysli, protože je do ní sám zamilován; je však ochoten ji propustit, pokud sama dá Farnaspovi přednost před císařem.
Hadriánův důvěrník Aquilius se snaží docílit Hadriánovy svatby s parthskou princeznou, aby se mohl sám ucházet o jeho snoubenku Sabinu. Přesvědčí tedy Emirenu, že císař pro ni a jejího snoubence chystá nebezpečnou léčku. Když Hadrián přivede Farnaspa, Emirena proto předstírá, že jej nezná. Pozvbuzený Hadrián o samotě znovu nabízí Emireně manželství. Princeznino připomenutí, že je zasnouben se Sabinou, zlehčuje tím,že Sabina je daleko v Římě. Ve skutečnosti však Sabina právě přichází, neboť novina o prohlášení Hadriána císařem ji přiměla k cestě do Sýrie. Setkání uvede císaře do rozpaků a Aquilius má příležitost prokázat Sabině Hadriánovu nevěru.
Osroés se mezitím pokouší podpálit císařský palác (bez ohledu na to, že se v něm nachází jeho dcera) a prchá. Farnaspés se vrhá do plamenů, aby Emirenu zachránil. To se mu podaří, navíc si s Emirenou vysvětlí předchozí nedorozumění, ale vzápětí je zadržen jako domnělý žhář a uvězněn.

### 2. dějství
Aquilius radí Emireně, aby byla na k císaři milá a přístupná, chce-li dosáhnout Farnaspova omilostnění. Poté se Emirena setkává se Sabinou; ta jí slíbí, že osvobodí a přivede Farnaspa a pomůže oběma utéci (čímž se zároveň zbaví sokyně v lásce). Sabina vynaloží veškerý svůj um a argumenty na Hadriána a ten jí znovu přislíbí věrnost. Aquilius zasáhne, aby vymohl audienci pro Emirenu žádající o milost Farnaspa; doufá totiž, že v císaři oživí lásku k Emireně. Sabina si je nebezpečí vědoma a zuří.
Sabina podle slibu přivedla Emireně Farnaspa a oba se chystají k útěku. Náhle se však objeví Osroés domnívající se, že se mu ve tmě podařilo zabít Hadriána. To vyvrátí ihned sám Hadrián, který považuje za neznámého útočníka Farnaspa. Emirena však ukáže pravého viníka dříve, než ji stačí Farnaspés varovat, že se jedná o jejího otce. Rozzuřený Hadrián dá všechny tři odvést do vězení. Plačící Emirena žádá otce o prominutí, které jí otec bez okolků uděluje.

### 3. dějství
Aquilius dále intrikuje: Sabinu přesvědčí, že si císař přeje, aby ihned odplula zpět do Říma, a Hadriána zase o tom, že se Sabina rozhodla bez rozloučení odjet. Hadrián je překvapen, nicméně hodlá situace využít k uspokojení svých milostných i politických zájmů. Nabízí Osroovi mír a zpět jeho trůn za ruku jeho dcery. Osroés nabídku přijímá a Emireně veřejně radí, aby udělala císaři, který s o ní uchází bez ohledu na její city, z manželského života peklo. Proti tomu Emirena neprotestuje; tajněji udělený příkaz, aby Hadriána zabila, však odmítá. K sňatku s Hadriánem (arci bez podobně extrémních úkolů) přemlouvá Emirenu s těžkým srdcem i Farnaspés, neboť jinak to bude stát jejího otce život. Emirena v slzách svoluje.
Sabina a Hadrián se náhodně setkávají, vysvětlí si situaci a Aquilius je nucen prozradit důvod svých intrik. Přicházejí Emirena a Farnaspés žádat o život Osroa za cenu Emireniny ruky. Hadrián je zmaten a rozerván mezi láskou k Emireně a povinnostmi k Sabině. Sabina je dojata a chce své rivalce ustoupit. Ještě více je však takovou přemírou ctnosti všech zúčastněných pohnut Hadrián. Osvobozuje Osroa a vrací mu jeho trůn, Emirenu odevzdaně přenechává Farnaspovi, sám hodlá dostát svým závazkům a vzít si Sabinu a v návalu velkomyslnosti odpouští i Aquiliovi. Krátký sbor oslavuje císaře Hadriána.